# Ouled Yaïch (Algeria)
Ouled Yaïch è un comune dell'Algeria, situato nella provincia di Blida.